# Samur
Samurul (Martes zibellina), cunoscut și sub numele de zibelină, savor sau sobol, este o specie ce aparține genului Martes care trăiește în pădurile din Rusia, de la Munții Ural și până în Siberia, estul Kazakhstanului, nordul Mongoliei, China, peninsula Coreea și insula Hokkaidō din Japonia.
Samurul are blana neagră-brună, cu o pată vagă cafenie, mai deschisă la culoare, pe gât, iar capul este lat, cu urechi rotunjite. Prin comparație cu alte specii de mustelide, samurul are picioarele mai lungi, coada mai stufoasă și ghearele ascuțite parțial retractile. Rapid și agil la sol, samurul se cațără cu abilitate. Are alimentația tipică jderilor, constând din animale mici și fructe, și preia o vizuină veche, pe care o transformă în cuib, dar are și diverse vizuini temporare. De regulă, dimensiunile variază de la 32 la 46 cm lungime a corpului, 14-18 cm lungimea cozii și au o greutate de 0,9 – 2 kg.
Samurul, cunoscut și ca zibelina de Barguzin, este considerat de ruși „Țarul animalelor cu blană”. Cu cât este mai închisă culoarea blănii, cu atât ea e mai prețioasă. Zibelina de Barguzin este cea mai valoroasă dintre speciile siberiene. Are o lungime de până la 56 cm și o coadă de aproximativ 20 cm. Populează pădurile de cedru și cursurile superioare ale râurilor montane. Până la începutul secolului al XX-lea, samurul de Barguzin a fost vânat fără milă pentru blana lui lucioasă. În efortul de a salva de la dispariție acest animal, în 1916 pe malurile lacului Baikal a fost înființată Rezervația Naturală Barguzin. În prezent, trei rezervații naturale se învecinează cu lacul.

## Simbolistică
Imaginea samurului a apărut pe pecetea orașului Verhoturie, înființat în anul 1598. Efigia reflecta spiritul epocii în care începea explorarea bogățiilor naturale din Urali.

## Blana de samur

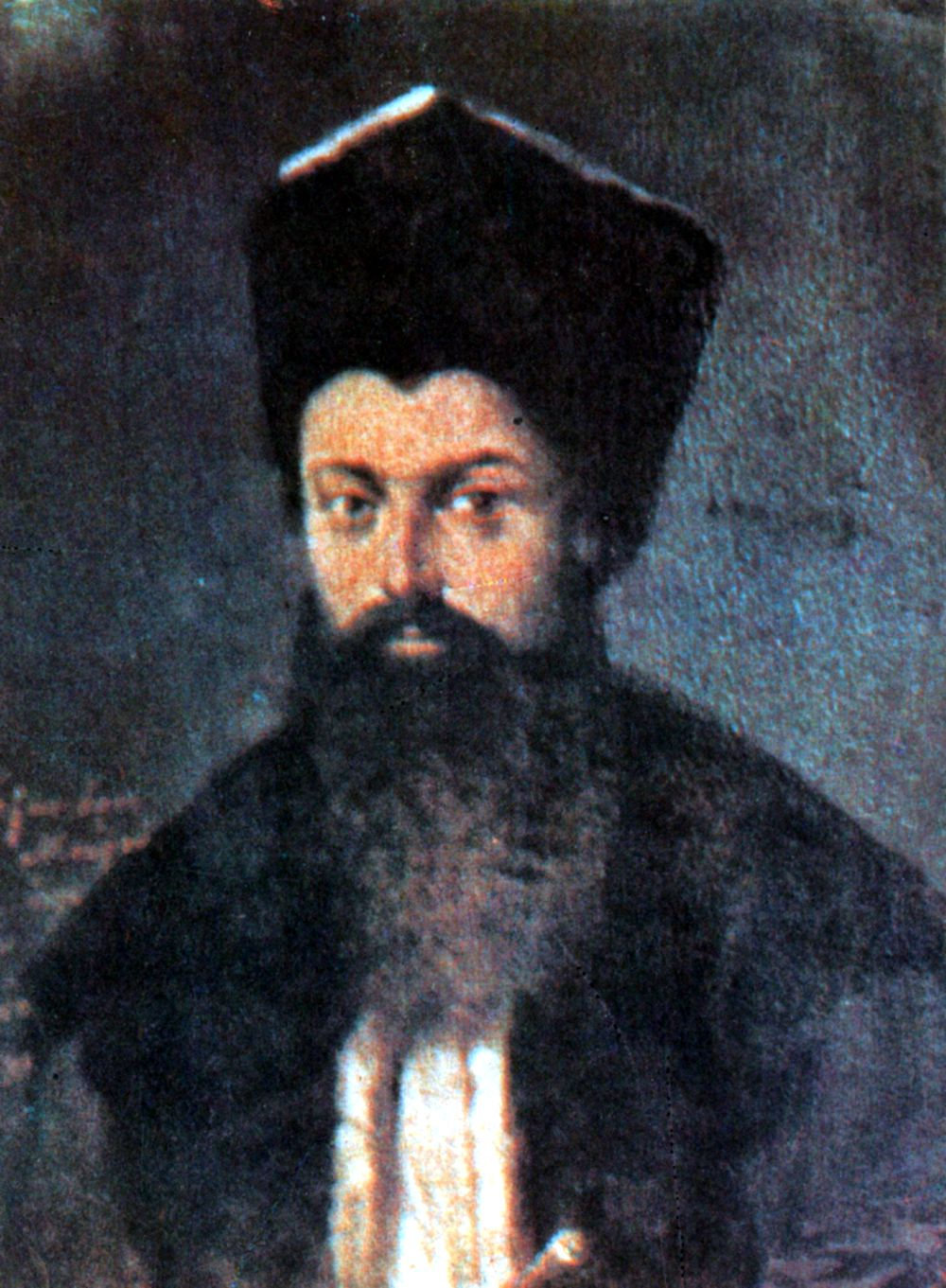
Alexandru Moruzi poartă pe cap un gugiuman de samur, cu fundul alb

În trecut, blana de samur indica statutul social al celor care o purtau. Un exemplu este „gugiumanul”, o căciulă de samur cu fundul alb, purtată numai de domnitor și beizadele, în timp ce boierii purtau „gugiumane” de samur cu fundul roșu.
Cronicarul Paul de Alep nota că patriarhul Antiohiei i-a trimis lui Vasile Lupu un dar ce consta într-o mantie de postav negru, căptușită cu picioare de samur, și un caftan de saten.
Paul de Alep, care împreună cu patriarhul Antiohiei Macarie al III-lea a ajuns la București în 1658, descrie ceremonia de încoronare petrecută la curtea domnitorului Mihnea al III-lea Radu (1658-1659): ... „După aceea l-a înveșmântat cu mantia de domn, care era o hlamidă de brocard, superb împodobită cu blană de samur. Și, în locul cușmei de samur, folosită de domnii de dinainte, i-a pus pe cap o coroană de la Istanbul”...

## Samurul în literatură
În timpul periplului său prin Orient (1675-1678), Nicolae Milescu Spătaru a ținut un jurnal, în care, printre alele, denaturând chiar puțin mitologia greacă, a notat următoarele: 
Samurul este o vietate foarte frumoasă și puioasă și nicăieri în lume nu se înmulțește ca în ținuturile de miazănoapte ale Siberiei, iar în Siberia cei mai buni trăiesc în jurul mării și unde sunt locurile friguroase. Acolo unde sunt locurile mai calde și de câmpie, samurii sunt mai urâți. Ei fac deodată câte cinci, șase pui frumoși. Frumusețea lor se desăvârșește odată cu venirea zăpezii și se șterge apoi odată cu topirea ei. Samurul este animalul pe care și grecii, și cei din antichitate, și latinii îl numeau „lână de aur“, și pentru blana aceea au plecat argonauții greci pe Marea Neagră și apoi — pe râuri în sus, unde au căutat-o și despre care scriu istoricii. Samurii sunt atâta de puioși, încât se aseamănă cu un izvor nesecat. Am scris acum despre samuri, pentru că cei mai frumoși se înmulțesc aici, pe Lena.